# Ray Anderson (músico)
Ray Anderson (Chicago, 16 de outubro de 1952) é um trombonista de jazz americano. Treinado pelos trombonistas da Sinfônica de Chicago, ele é considerado alguém que ultrapassa os limites do instrumento, incluindo tocar trombone alto e trompete slide. Ele é colega do trombonista George E. Lewis . Anderson também toca sousafone e canta. Ele foi frequentemente escolhido na revista DownBeat Critics Poll como o melhor trombonista no final dos anos 1980 e início dos anos 1990.

## Biografia
Depois de estudar na Califórnia, mudou-se para Nova York em 1972 e trabalhou como freelancer. Em 1977, juntou-se ao Quarteto de Anthony Braxton (substituindo George E. Lewis) e começou a trabalhar com o grupo de Barry Altschul. Além de liderar seus próprios grupos desde o final dos anos 1970 (incluindo os Slickaphonics voltados para o funk), Anderson trabalhou com a Concert Jazz Band de George Gruntz . Na década de 1990, ele começou a fazer um vocal ocasional bem-humorado, durante o qual mostra a habilidade de cantar duas notas ao mesmo tempo (uma terça menor distante).  
Anderson trabalhou com David Murray, Charlie Haden 's Liberation Music Orchestra, Dr. John, Luther Allison, Bennie Wallace, Gerry Hemingway, Henry Threadgill, John Scofield, Roscoe Mitchell, Randy Sandke 's Inside Out Band, Sam Rivers ' Rivbea Orchestra, Bobby Previte, George Russell e outros. Anderson é membro do Super Trombone de Jim Pugh com Dave Bargeron e Dave Taylor. Ele recebeu uma bolsa do National Endowment for the Arts para uma série de concertos solo de trombone.
Anderson freqüentemente voltou ao seu amor inicial pela música de Nova Orleans em busca de inspiração. Sua Alligatory Band e Pocket Brass Band, apresentando o tubista Bob Stewart ou o sousafonista Matt Perrine e o trompetista Lew Soloff, estão enraizadas em sua tradição. Desde 2003, leciona e rege na Stony Brook University.

## Discografia

### Como líder/colíder
- Harrisburg Half Life (Moers, 1980)
- Right Down Your Alley (Soul Note, 1984)
- Old Bottles - New Wine (Enja, 1985)
- It Just So Happens (Enja, 1987)
- Blues Bred in the Bone (Enja, 1988)
- What Because (Gramavision, 1989)
- Wishbone (Gramavision, 1991)
- Every One of Us (Gramavision, 1992)
- Big Band Record (Gramavision, 1994)
- Azurety (hat ART, 1994) com Han Bennink e Christy Doran
- Don't Mow Your Lawn (Enja, 1994) com a Alligatory Band
- Slideride (hat ART, 1994) com Craig Harris, George E. Lewis e Gary Valente
- Cheer Up (hat Art, 1995) com Han Bennink e Christy Doran
- Where Home Is (Enja, 1998)
- Bonemeal (Raybone, 2000)
- Bobby Previte & Bump, Just Add Water (Palmetto, 2001)
- Ray Anderson/Ibrahim Electric, Ibrahim Electric Meets Ray Anderson (Sundance, 2005)
- Sweet Chicago Suite (2012)